# جائزة جروبر لحقوق المرأة
جائزة غروبر لحقوق المرأة، التي أنشئت في 2003، واحدة من خمس جوائز دولية بقيمة 500,000 دولار أمريكي منحتها مؤسسة بيتر وباتريشيا جروبر، وهي منظمة أمريكية غير ربحية.
| جائزة غروبر لحقوق المرأة |                                                    |
| تمنح ل                   | النهوض بحقوق المرأة والفتيات في جميع أنحاء العالم. |
| مقدمة من                 | مؤسسة بيتر وباتريشيا غروبر.                        |
| المكافآت                 | 500 000 دولار أمريكي.                              |
| منحت لأول مرة            | عام 2003م                                          |
| آخر منح                  | عام 2011م                                          |
| الموقع الالكتروني        | gruber.yale.edu                                    |

وقدمت جائزة مؤسسة بيتر وباتريشيا غروبر لحقوق المرأة للأفراد أو الجماعات التي قدمت مساهمات كبيرة لتعزيز حقوق المرأة أو الفتاة في أي مجال وزيادة الوعي العام بضرورة المساواة بين الجنسيين لتحقيق عالم عادل، والتي غالباً ما تتعرض لمخاطر شخصية أو مهنية كبيرة. ويتم أختيار المستفيدين من قبل لجنة متميزة من الخبراء/النشطاء الدوليين في مجال حقوق المرأة من الترشيحات التي ترد من جميع أنحاء العالم.
وقامت المؤسسة بتكريم وتشجيع التفوق التعليمي والعدالة الاجتماعية والانجازات العلمية التي تحسن من كفاءة الإنسان.
وفي2011 ألغيت جائزة حقوق المرأة.